# Oroville (Kalifornia)
Oroville település az Amerikai Egyesült Államok Kalifornia államában, Butte megyében, melynek megyeszékhelye is. Lakosainak száma 20 042 fő (2020. április 1.).

## Népesség
A település népességének változása:

| 2010 | 15 546 |
| 2020 | 20 042 |